# Гоноровский, Александр Александрович
Александр Александрович Гоноровский (род. 10 июня 1961 года) — российский сценарист, писатель, педагог.

## Биография
Родился 10 июня 1961 года. 
В 1983 году окончил Московский институт стали и сплавов по специальности инженер-металлург. 
1983-1985 служба в армии - командир танкового взвода. 
1986-1990 работа в НИИ г.Жуковский.
В 1994 году окончил сценарный факультет Всероссийского государственного института кинематографии имени С. А. Герасимова, мастерская О. А. Агишева и В. В. Туляковой.
После окончания института работал главным редактором телестудии «Крылья России». 
Первая публикация - сценарий короткометражного художественного фильма «Пришел сам знаешь кто» (в соавторстве с Ямалеевым Р.К.) - журнал Киносценарии №1 1994 год. 
С 1996 по 2010 год работал в рекламе копирайтером, креативным директором.
1995 год. Сценарий «Первые на Луне» - вторая премия на первом всероссийском конкурсе сценаристов-профессионалов, работающих в кино «Зеркало». 
2003 год. Сценарий «Железная дорога» - победитель всероссийского конкурса Союза Кинематографистов «Наш современник». «Серебряная ладья» и приз гильдии кинокритиков «Белый слон» на XV фестивале «Окно в Европу» Выборг 2007.
В 2005 году вышел первый полнометражный фильм по сценарию — «Первые на Луне». За эту картину Гоноровский был удостоен премии «Белый слон», а также номинации на премию «Золотой овен» в категории «Лучший сценарий». Фильм был удостоен главного приза на Венецианском кинофестивале 2005 года в конкурсной программе «Горизонты» Venice Horizons Documentary Award. Приз гильдии критиков и киноведов и приз за лучший дебют на КИНОТАВР 2005. Приз «За лучший фильм» — Международный фестиваль научной фантастики «Utopiales 2005» в Нанте (Франция), посвящённый памяти Жюля Верна (Nantes International Science-Fiction Festival).
2011 Сценарий Хаджи-Мурат участник обучающей программы Культбюро на фестивале "Кинотавр".
За вышедший в 2010 году фильм «Край» был номинирован на премию «Золотой орёл» в категории «Лучший сценарий». Лонг-лист "Оскар" 2011. Шорт-лист «Золотой глобус» 2011 в номинации «Лучший фильм на иностранном языке», лауреат первой российской сценарной премии Cinemotion Screenplay Awards CSA’11 — победа в четырех номинациях из восьми. Гран-при VII Международного кинофестиваля военно-патриотического фильма «Волоколамский рубеж». Гран-при и приз зрительских симпатий 18-го Фестиваля российского кино в Онфлере (Нормандия).
2015 год. Фильм "С пяти до семи". Гран при Золотой журавль фестиваля «Амурская осень».
2016 год. Рассказ "Счастье суюмчи" - победитель первого литературного конкурса Дмитрия Горчева.
2019 год. Роман «Собачий лес» вошёл в шорт-лист премии «Большая книга» и лонг-лист премии «Ясная Поляна».
2021 год. Сценарий полнометражного художественного фильма «Здравствуй, Москва» 2011-2015 победитель питчинга дебютантов  X Московского международного кинофестиваля «Будем жить».
2023 год. Пилот мини-сериала "Цербер" - победитель фестиваля "Пилот", лучший онлайн-сериал (1-6 серий) XI премии АПКиТ.
2024 год. Работа над проектом "Счастье суюмчи" на Кинолаборатории АКИ совместно с Юлией Буфиной и Александром Амировым.
Публикации в журналах «Новый мир», «Киносценарии», «Искусство кино», «Новый берег», «Новая Юность»...
С июня 2014 года ведет сценарную мастерскую с индивидуальной методикой обучения.  Опыт преподавания и консультирования с 1994-го года. 

## Творчество

### Киносценарии
- Белый (1994)
- Пришел сам знаешь кто (в соавторстве с Р. Ямалеевым) (Журнал "Киносценарии" №1 1994)
- Сокровенный ангел (в соавторстве с Р. Ямалеевым) (1994)
- Первые на Луне (в соавторстве с Р. Ямалеевым) (Заявка опубликована в журнале «Киносценарии» №5 1995)
- След города (1997)
- Пристальный взгляд на свободного человека (1998)
- Железная дорога (2003)
- Слепое кино (2001—2005) («Искусство кино» №12 2005)
- Треск (2006)
- Густав (Край) (2007—2009) («Киносценарии» №4-6, 2011)
- «.com» — публикация дозаявочных идей («Искусство кино» №1 2010)
- 47 (Цой) (2010—2018) ("Искусство кино" №12 2010)
- Хаджи-Мурат (2011)
- Бумажные птички непослушны (2012—2013)
- С пяти до семи (в соавторстве с В.Щегольковым) (2012—2013)
- Здравствуй, Москва (2011—2015)
- Цербер мини-сериал (2013—2022)
- Книга небытия пилот (2019—2020)
- Я умею кататься на трамвае (2020—2021)
- До седьмого колена (2021—2022)
- Счастье суюмчи (2021—2024)
- Учебник (первые две серии в соавторстве с О.Рашидовым) (2023)

### Фильмография
| Год  |   | Название        | Роль      |
| ---- | - | --------------- | --------- |
| 2004 | ф | Первые на Луне  | сценарист |
| 2007 | ф | Железная дорога | сценарист |
| 2010 | ф | Край            | сценарист |
| 2011 | ф | Треск           | сценарист |
| 2012 | ф | Прозрение       | сценарист |
| 2015 | ф | С пяти до семи  | сценарист |
| 2020 | ф | Цой             | сценарист |
| 2023 | с | Цербер          | сценарист |

### Литературные произведения
- Сборник рассказов «Русский чудесник» (1994-2004) ("Новая Юность" №1 2004) (издан в "Русский Гулливер" 2019, художник Анна Лукьянова)
- Роман «Книги Хун-Тонга. 1 часть» (2004) («Искусство кино» №12 2006, №1 и №2 2007)
- Рассказ «Сандальки» (2012)
- Рассказ «Халила и Адомир» (2012)
- Рассказ «Счастье суюмчи» (2015) (ТЕКСТ.express  №4 сентябрь 2016)
- Роман «Книги Хун-Тонга. 2 часть» (2016) (ТЕКСТ.express №9, №10 2017, №11 2018)
- Рассказы «Хомяк и Сойка», «Год литературы» (2016) («Новый мир» №5 2017)
- Рассказ «Самая маленькая зима» (2017) («Новый мир» №5 2017)
- Рассказы «Чайки» («Только нежность») 2017 («Новый берег» №58 2017)
- «Светлое» (2017)
- Повесть «Собачий лес» (2018) («Новый мир» №2 2019) Издательство Бомбора (группа Эксмо) 2024
- Роман "Цербер" (в соавторстве с Ильей Егарминым) (2023-2024) Издательство Бомбора (группа Эксмо) 2024
- Ключи к пониманию текста или о чем молчит Цербер. (онлайн журнал Эксмо 2024)